# Stan Lee bemutatja: szupermenek a valóságban
A Stan Lee bemutatja: szupermenek a valóságban (Stan Lee's Superhumans) televíziós dokumentumfilm-sorozat 2010 augusztus 5-én indult a History tévécsatornán. A házigazda a szuperhős képregények alkotója Stan Lee és követi őt a "gumiember" Daniel Browning Smith, a legrugalmasabb ember a világon. Ők ketten kutatják a Földön élő igazi szuperembereket, akik valamilyen rendkívüli fizikai vagy mentális képességgel rendelkeznek.

## Epizód lista

### 1. évad (2010)
| 101 | Electro Man / Elektromos Ember         | 2010. augusztus 5.                       |
| Az első részben megismerhetjük Raj Mohan Nair-t Indiából aki azt állítja magáról hogy túléli a halálos áramütéseket. Következő szuperember Scott Flansburg a californiai San Diegoból az "Emberi számológép" akinek az osztás, szorzás, kivonás, összeadás, négyzet, és köbgyök számítás műveleteinek eredményei tizedmásodpercek alatt születnek meg elméjében. A harmadik személy Juan Ruiz Los Angelesből, aki gyermekkora óta vak és a denevérek technikájához hasonló módon vagyis a visszavert hang alapján tájékozódik. Végül Dennis Rogerst a világ legerősebb emberét ismerhetjük meg a texasi Houstonból aki puszta kezével tép szét egy telefonkönyvet vagy akár meghajlít egy kalapácsot. |                                        |                                          |
| 102 | Killer Punch / Halálos ütés            | 2010. augusztus 12. / 2011. március 7.   |
| Ebben a részben megismerhetjük a világ leggyorsabban lövő emberét, a szauna-világbajnokot, egy világbajnok műugrót és egy halálos ütésre képes férfit. |                                        |                                          |
| 103 | Hammer Head / Keményfejű               | 2010. augusztus 19. / 2011. március 14.  |
| Találkozunk egy ultramaratoni futóval, egy állítólag törhetetlen fejű férfival, és egy olyan emberrel aki úgy véli, az álmai előrejelzik a jövőt, valamint a föld legjobb beatbox előadójával. |                                        |                                          |
| 104 | Human Speed Bump / Fekvőrendőr         | 2010. augusztus 26. / 2011. március 21.  |
| Daniel Browning-Smith újabb szuperembereket tesz próbára. Megismerhetjük Tim Cridland-t más néven "The Torture King" (A kínzások királya) aki nem érez fájdalmat, találkozunk egy hihetetlen sebességgel falra mászó férfival és egy "élő fekvőrendőrrel" és egy vak autista személlyel aki lejátszik bármilyen zongora darabot első hallás után. |                                        |                                          |
| 105 | Human Wolf / Mentalista                | 2010. szeptember 9. / 2011. március 28.  |
| Ebben az epizódban olyan szuperemberekkel találkozunk mint pl. Patrick Musimu aki a lélegzetét nyolc percnél is tovább vissza tudja tartania víz alatt, Miroslaw Magola-val aki a puszta gondolatával tárgyakat tud mozgatni és Shaun Ellis-szel aki kommunikál a farkasokkal. |                                        |                                          |
| 106 | Human Crash Test Dummy / Élő tesztbábu | 2010. szeptember 16. / 2011. április 4.  |
| Daniel Browning-Smith újabb alanyokat keres fel, köztük egy férfit aki irányítani tud egy méhrajt, és egy élő tesztbábut, aki állítólag már 1000 autós ütközést is túlélt. |                                        |                                          |
| 107 | Rubber Band Man / A repülő ember       | 2010. szeptember 23. / 2011. április 11. |
| Ebben a részben egy amerikai kardnyelővel és egy svájci férfival is találkozunk, aki azt állítja hogy tud repülni. |                                        |                                          |
| 108 | Jaw Breaker / Mindenevő                | 2010. szeptember 30. / 2011. április 18. |
| Az utolsó epizódban egy férfit ismerhetünk meg aki állítólag akármit megeszik: legyen szó gyertyáról, műanyagról, neoncsőról, vagy akár fűrészporról. |                                        |                                          |